# جواز سفر ساموا
جواز سفر ساموا هي وثيقة السفر الدولية التي تصدر لمواطني دولة ساموا.
اعتبارًا من 1 يوليو 2019 كان لدى مواطني ساموا إمكانية الدخول 150 دولة وإقليم بدون تأشيرة أو تأشيرة عند الوصول، مما جعل جواز سفر ساموا يحتل المرتبة 44 من حيث حرية السفر وفقًا مؤشر هينلي لجوازات السفر. وقعت ساموا اتفاقية متبادلة للإعفاء من التأشيرة مع دول منطقة شنغن في 28 مايو 2015.